# Inocencio de la Inmaculada Concepción
Manuel Canoura Arnau (Santa Cecilia de Valadouro, Lugo, 10 de marzo de 1887 - Turón, Asturias, 9 de octubre de 1934), de nombre religioso Inocencio de la Inmaculada Concepción, fue un sacerdote y religioso pasionista español, asesinado durante la Revolución de Asturias de 1934. Considerado mártir por la Iglesia católica, fue canonizado en 1999.
Lamentablemente el cuerpo del Padre Inocencio se perdieron en los bombardeos de 1936, pero  en esos entonces hubo gente que le  arrancó varios pedazos de su sotana los cuales se veneran junto con los cuerpos de  los Ocho Hermanos Lasalle y   descansan en el Monasterio de Santa María de Bujedo.

## Biografía
Manuel Canoura nació en Lugo, España, en 1887. Su madre se llamaba Eudoxia Arnau y era costurera; su padre era un campesino llamado Ramón Canoura. Manuel desde los 7 años se dedicó a pastorear ovejas, cosa que desarrollo su gusto por la soledad y la naturaleza. A los 14 años, ingresó a la casa de la Congregación de la Pasión de Peñafiel, cerca de Valladolid.
Algunos años más tarde, ingresó al noviciado en la casa de Deusto, en Vizcaya. Luego, regresó a Mondoñedo, donde cursó los estudios de Filosofía y Teología.
El 2 de octubre de 1910, en Mieres, recibió el subdiaconado; y, en junio de 1912, recibió el diaconado, de nuevo en Mieres.
En la misma localidad fue ordenado sacerdote, el 20 de septiembre de 1920. Entonces, se dedicó a la docencia en filosofía, teología y literatura.
En esos momentos, fue destinado a diversas casa de la comunidad, que eran: la de Daimiel (Ciudad Real), la de Corella (Navarra), la de Peñaranda (Burgos), la de Mieres (Asturias) y las de Ponferrada (León) y Santander (Cantabria), como predicador apostólico en las dos últimas. A comienzos de septiembre de 1934 su destino fue, nuevamente, Mieres.
Entonces, los Hermanos de las Escuelas Cristianas le pidieron que se dirija a Turón, para confesar a unos niños para prepararlos para el primer viernes del mes, que coincidía con el 5 de octubre. Ahí fue asesinado en medio de la Revolución de Asturias.

## Beatificación
San Inocencio de la lnmaculada fue beatificado el 29 de abril de 1990 por Juan Pablo II. La causa de beatificación narra la ejecución del siguiente modo: 

Las víctimas comprendieron de inmediato las intenciones del Comité y se prepararon generosamente al sacrificio con la oración la confesión y el perdón que otorgaron a sus asesinos. A la hora prevista por el Comité, caminaron juntos y serenos al cementerio. En el centro del mismo estaba preparada una fosa delante de la cual alinearon a los religiosos. Fueron muertos con dos cargas de fusilería y rematados a tiros de pistola. La serenidad y valentía con la que los Hermanos y el P. Pasionista aceptaron el martirio impresionó a los mismos asesinos como más tarde ellos mismos declararían. Pocos meses después de su muerte sus cuerpos fueron exhumados y trasladados con grandes manifestaciones de adhesión al mausoleo donde reposan en Bujedo, en la provincia de Burgos.

## Canonización
El, junto con los otros Hermanos, fue canonizado el 21 de noviembre de 1999, por Juan Pablo II. Su festividad se celebra el día 9 de octubre.